# Vaszary Piri
Vaszary Piri (Budapest, 1901. május 19. – Palma de Mallorca, Spanyolország, 1965. október 2.) magyar színésznő.

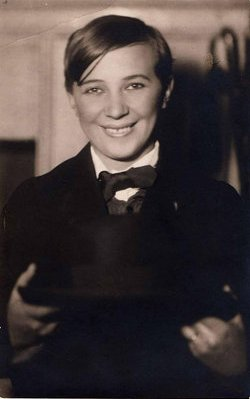
Nyilas Misiként

## Élete

### Családja
Édesapja Vaszary Gábor (Kaposvár, 1866. március 13. – ?) fővárosi főjegyző, édesanyja Csipka Auguszta. Apai nagyszülei Vaszary Mihály (Keszthely, 1827. július 13. – Kaposvár, 1892. augusztus 13.), aki fiatalkorában uradalmi ispán volt, majd Kaposváron tanár és hosszúfalusi Szabó Kornélia voltak. Vaszary Piri bátyjai Vaszary Gábor író és Vaszary János színész, rendező, író, aki Muráti Lilit vette feleségül. Nagybátyja Vaszary János festő. Dédapjának, Vaszary Antal (Keszthely, 1797. július 16. –) szűcsmesternek a féltestvére, Vaszary Kolos esztergomi érsek volt.

### Pályafutása
Rákosi Szidi színésziskolájába járt, ahol 1920-ban végzett. Újpesten kezdte színi pályáját, és hamarosan a vezető fővárosi színházakban játszott. 1921-ben a Belvárosi Színházhoz szerződött. 1922–1924 között a Magyar Színháznál, az Andrássy úti Színháznál és a Belvárosi Színháznál játszott. 1924–25-ben a Vígszínházban, 1925-ben és 1926-ban a Renaissance Színházban, a Belvárosi Színházban és a Vígszínházban játszott. 1926-tól 1935-ig a Nemzeti Színházban, 1926–1930 között az Andrássy úti Színházban, 1934–1936 között a Terézkörúti Színpadon lépett fel. 1936-tól 1941-ig a Magyar Színház, 1942–1944 között az Andrássy Színház tagja lett, melynek az igazgatója a bátyja, Vaszary János volt. 1944-ben rövid időre újra a Nemzeti Színházhoz szerződött. 1944 végén emigrált. Ausztriában, Németországban, Franciaországban, Spanyolországban, Argentínában, Venezuelában és Kanadában is élt. 1948-tól 1954-ig a Magyar Színjátszó Társaság előadásain is fellépett Argentínában. 1959-ben magyar társulatnál szerepelt Venezuelában.
Már némafilmekben is játszott: A csodadoktor és A napkelet asszonya, valamint egy hangosfilm-kezdeményben: Kacagó asszony. A magyar filmek állandó vígjátéki szereplője lett. Kivételes karikírozóképességgel formálta meg szerepeit. 1935-ben a Tavaszi parádé című német filmben is szerepelt. Népszerű volt kabarékupléival is. Sok hangosfilmben szerepelt.

### Magánélete
Háromszor kötött házasságot. 1924. április 22-én Feld Andor nagyiparoshoz ment férjhez, akitől 1926 áprilisában elvált. Második férje Horváth Árpád színházigazgató, a Nemzeti Színház rendezője lett 1929. június 11-én, akitől 1932-ben szintén elvált.
Harmadszor Bodócsy Endre orvoshoz ment feleségül (Budapesten, az Erzsébetvárosban, 1932. június 14-én), akitől két gyermeke, Bodócsy Piroska (1933. április 26.) és Bodócsy Endre (1942) született.

## Főbb színházi szerepei
- Sarlotta Ivanovna (Csehov: Cseresznyéskert)
- Viola (Molnár Ferenc: Üvegcipő)
- Manicska (Juskin: Szonkin és a főnyeremény)
- Mina néni (Móricz Zsigmond: Nem élhetek muzsikaszó nélkül)
- Nyilas Misi (Móricz Zsigmond: Légy jó mindhalálig)
- Böbékné (Kodolányi János: Földindulás)
- Szabóné (Vaszary János: Egy nap a világ)
- Gálné (Kerecsendi Kiss Márton: Az első)

## Filmszerepei
- Kacagó asszony (1930)
- Csókolj meg, édes! (1932)
- Tavaszi zápor (1932)
- Az új rokon (1934)
- Frühjahrparade (1934, osztrák)
- Édes mostoha (1934)
- Halló, Budapest (1935)
- Címzett ismeretlen (1935)
- Nem élhetek muzsikaszó nélkül (1935)
- Szent Péter esernyője (1935)
- A királyné huszárja (1935)
- Én voltam (1936)
- Mária nővér (1936, Sein letztes Modell, német)
- Hetenként egyszer láthatom (1937)
- Rád bízom a feleségem (1937)
- Segítség, örököltem! (1937)
- A férfi mind őrült (1937)
- Szerelemből nősültem (1937)
- Édes a bosszú (1937)
- Mámi (1937)
- A kölcsönkért kastély (1937)
- Tokaji rapszódia (1937)
- Családi pótlék (1937)
- A harapós férj (1937)
- Te csak pipálj, Ladányi! (1938)
- Elcserélt ember (1938)
- Nehéz apának lenni (1938)
- Papucshős (1938)
- Borcsa Amerikában (1938)
- Varjú a toronyórán (1938)
- A leányvári boszorkány (1938)
- Rozmaring (1938)
- Szegény gazdagok (1938)
- A varieté csillagai (1938, magyar–német)
- Fehérvári huszárok (1938)
- 5 óra 40 (1939)
- Pénz áll a házhoz (1939)
- Az utolsó Wereczkey (1939)
- Hölgyek előnyben (1939)
- Két lány az utcán (1939)
- Bercsényi huszárok (1939)
- Párbaj semmiért (1939)
- Férjet keresek (1939–40)
- Erdélyi kastély (1940)
- Te vagy a dal (1940)
- Hazajáró lélek (1940)
- Igen vagy nem? (1940)
- Hazafelé (1940)
- Zárt tárgyalás (1940)
- Pepita kabát (1940)
- Beáta és az ördög (1940)
- Hétszilvafa (1940)
- Eladó birtok (1940)
- Balkezes angyal (1940–41)
- Ma, tegnap, holnap (1941)
- Európa nem válaszol (1941)
- Magdolna (1941)
- Leányvásár (1941)
- Lesz, ami lesz (1941)
- A beszélő köntös (1941)
- Kölcsönkért férjek (1941)
- Csákó és kalap (1941)
- Lelki klinika (1941)
- Miért? (1941)
- Dr. Kovács István (1941)
- Gentryfészek (1941)
- Régi nyár (1941)
- Kádár kontra Kerekes (1941)
- Behajtani tilos! (1941–42)
- Kétezerpengős férfi (1942)
- Egér a palotában (1942)
- Szakítani nehéz dolog (1942)
- Pista tekintetes úr (1942)
- Heten, mint a gonoszok (1942)
- Katyi (1942)
- Családunk szégyene (1942)
- A tökéletes család (1942–43)
- Jómadár (1943)
- Tilos a szerelem (1943)
- Legény a gáton (1943)
- Anyámasszony katonája (1943)
- Afrikai vőlegény (1943) – Dömötör-Dauer Mária
- Orient express (1943)
- Muki (1943)
- Magyar Kívánsághangverseny (1943)
- Kerek Ferkó (1943)
- Féltékenység (1943)
- Futótűz (1943)
- Zenélő malom (1943)
- Aranypáva (1943)
- A látszat csal (1943)
- Egy nap a világ (1944)
- Boldoggá teszlek (1944)
- Makkhetes (1944)
- Második Magyar Kívánsághangverseny (1944)
- Az első (1944)
- Egy pofon, egy csók (1944)
- A csodacsatár (1956)
- A Jávor (1987)